# Bernard Chevallier (rugby à XV)
Pour les articles homonymes, voir Bernard Chevallier et Chevallier.
Pas d'image ? Cliquez ici

a Compétitions nationales et continentales officielles uniquement.

b Matchs officiels uniquement.
Dernière mise à jour le 16 août 2017.
Bernard Chevallier surnommé Cheval ou Dada, né le 7 septembre 1925 à Rougnat et mort le 11 juillet 2018 à Clermont-Ferrand,, est un joueur français de rugby à XV évoluant au poste de deuxième ligne et parfois de pilier. Il joue avec l'équipe de France et l'AS Montferrand où il accomplit toute sa carrière sportive jusqu'à l'approche de ses 40 ans.

## Biographie
Bernard Chevallier effectue toute sa carrière en club avec l'AS Montferrand avec qui il joue durant quinze saisons de 1950 à 1965. Il obtient sa première sélection en équipe de France le 12 janvier 1952 lors du match du Tournoi des cinq nations contre l'Écosse. Il exerce la profession d'agent de service d'exploitation de la SNCF. Bernard Chevallier est un joueur d'une correction exemplaire[réf. nécessaire]. 

## Palmarès
- Vainqueur du Tournoi des Cinq Nations en 1954 (ex æquo avec le pays de Galles et l'Angleterre) et 1955 (ex æquo avec le pays de Galles)
- Finaliste du challenge Yves du Manoir en 1957

## Statistiques
- 26 sélections en équipe nationale
- Sélections par années : 6 en 1952, 3 en 1953, 5 en 1954, 5 en 1955, 6 en 1956, 1 en 1957
- Tournois des Cinq Nations disputés : 1952, 1953, 1954, 1955, 1956 et 1957
- Tournoi des cinq nations en 1954 (ex æquo)
- Tournoi des cinq nations en 1955 (ex æquo)
- Coupe d'Europe FIRA de rugby à XV en 1952
- Tournée en Argentine en 1954